# Wappen der Slowakei
Das Wappen der Slowakei zeigt in Rot ein silbernes Patriarchenkreuz, aus einem blauen Dreiberg ragend (Blasonierung). Das von Ladislav Cisarik entworfene Staatswappen wurde am 1. März 1990 zunächst als Wappen der slowakischen Teilrepublik der Tschechoslowakei eingeführt, später per Gesetz vom 18. Februar 1993 als Wappen der unabhängigen Slowakei bestätigt.
Die Entstehung des Wappens umfasst drei grundlegende Entwicklungsphasen, die organisch aufeinander aufbauen: byzantinische (6.–12. Jahrhundert), ungarische (12.–20. Jahrhundert) und slowakische (19.–20. Jahrhundert).

## Bestandteile

### Doppelkreuz

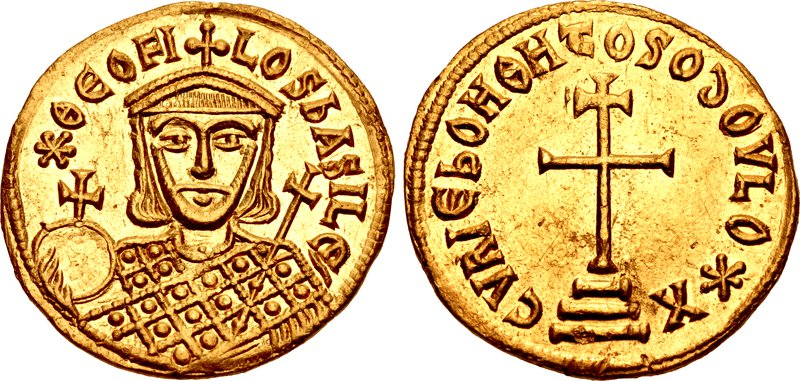
Das Doppelkreuz auf einer Münze des byzantinischen Kaisers Theophilos (829–842)

Das Doppelkreuz im slowakischen Staatswappen hat seinen Ursprung im byzantinischen (oströmischen) Reich. Dort tauchte dieses Symbol im 9. Jahrhundert vielfach auf. Während die Symbolik des einfachen christlichen Kreuzes recht eindeutig ist, gibt es für die Bedeutung des Doppelkreuzes sehr viele Erklärungen. Eine davon besagt, dass der eine horizontale Arm für die weltliche Macht und der zweite für die kirchliche Macht der byzantinischen Kaiser steht.
Laut einer anderen Erklärung besteht das Doppelkreuz eigentlich aus zwei Kreuzen. Das erste Kreuz symbolisiert den Tod und das zweite die Auferstehung Christi. Im byzantinischen Reich handelte es sich aber damals nicht nur um ein religiöses, sondern auch um ein politisches Symbol, das von byzantinischen Beamten und Missionaren verwendet wurde.

In der Slowakei existiert ein verschlüsselter Mythos, dass das Doppelkreuz von den beiden Missionaren Kyrill und Method, die aus dem Byzantinischen Reich stammten, in die Region gebracht wurde. Diese Legende, die heute weitgehend akzeptiert wird, entstand jedoch erst in der Zeit der Romantik, als Ausdruck des nationalen Bewusstseins der Slowaken Mitte des 19. Jahrhunderts. Bislang haben archäologische Funde das Vorhandensein eines Doppelkreuzes in Mitteleuropa während der Zeit Großmährens oder der unmittelbar folgenden Periode nicht bestätigt. Das älteste Doppelkreuz im heutigen Gebiet der Slowakei stammt aus dem 11. Jahrhundert. Abgesehen von Darstellungen auf byzantinischen Münzen tauchte das Doppelkreuz nirgendwo in der Wandikonografie, in plastischer Form oder als eigenständiges Objekt vor Mitte des 10. Jahrhunderts auf. Laut dem slowakischen Archäologen Titus Kolník ist die Doppelkreuzlegende von Kyrill und Method eine Fiktion: „dass Mythen mehr Macht haben als die Geschichte“.

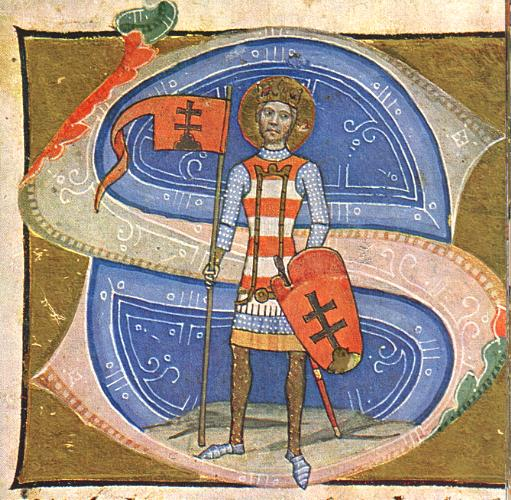
Stephan I. der Heilige (1000–1038), der erste König von Ungarn, dargestellt im Ungarische Bilderchronik (1358)

Es gibt auch Versuche, die Legende des Doppelkreuzes in Verbindung mit Kyrill und Method zu bestätigen und seine mögliche Vermittlerrolle zu erforschen, insbesondere durch das vermeintliche Erscheinen des Doppelkreuzes auf frühen Münzen der ungarischen königlichen Árpáden-Dynastie (König Stephan I. der heilige von Ungarn (997–1038), König Béla I. von Ungarn (1060–1063)) bis hin zur Darstellung des tatsächlichen Doppelkreuzes auf den Münzen von König Béla III. von Ungarn (1172–1196). Das Zusammenführen des „Kreuzes“ aus dem mittleren Feld mit dem Teilungszeichen – mit dem eigentlichen Kreuz im Kolophon der Münze – ist völlig zufällig und kann nicht als Doppelkreuz betrachtet werden. Dies ist ein ikonografisches Missverständnis, eine einfache Fehlinterpretation von zwei normalen Kreuzen.

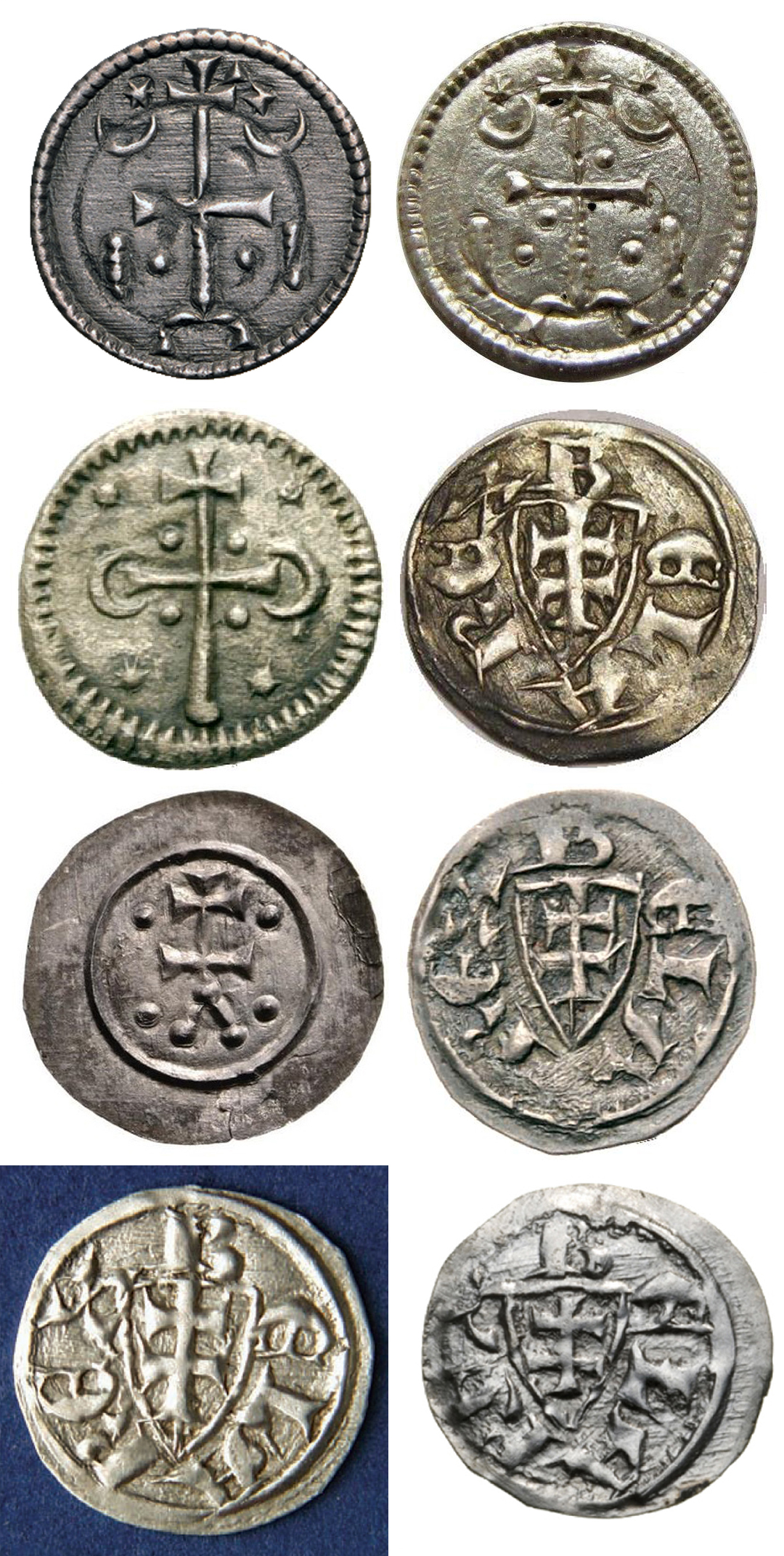
Münzen von König Béla III. von Ungarn mit Doppelkreuz

Das Doppelkreuz, ein Symbol königlicher Macht, erschien erst während der Herrschaft von Béla III. von Ungarn (1172–1196). Die Tochter von König Ladislaus I. der heilige von Ungarn, die heilige Irene, war eine byzantinische Kaiserin und die Mutter des byzantinischen Kaisers Manuel I. Komnenos. Béla, der zweite Sohn von König Géza II. von Ungarn, kam 1163 nach Konstantinopel. Aufgrund der engen ungarisch-byzantinischen Beziehungen Mitte des 12. Jahrhunderts wurde Béla am kaiserlichen Hof von Manuel aufgezogen und war sogar Thronfolger. Er hatte das Ziel, eine ungarisch-byzantinische Personalunion zu schaffen. Im Jahr 1169 brachte die junge Frau Manuels einen Sohn zur Welt, wodurch Béla seinen Status als Thronfolger des Byzantinischen Reiches verlor. Die intensivsten Kontakte zwischen dem ungarischen Königshof und dem kaiserlichen Hof in Konstantinopel bestanden unter Béla III. In dieser Zeit brachte Béla III. das Doppelkreuz als königliches Emblem mit sich, das erstmals auf seinem Wappen und auf geprägten Münzen erschien.

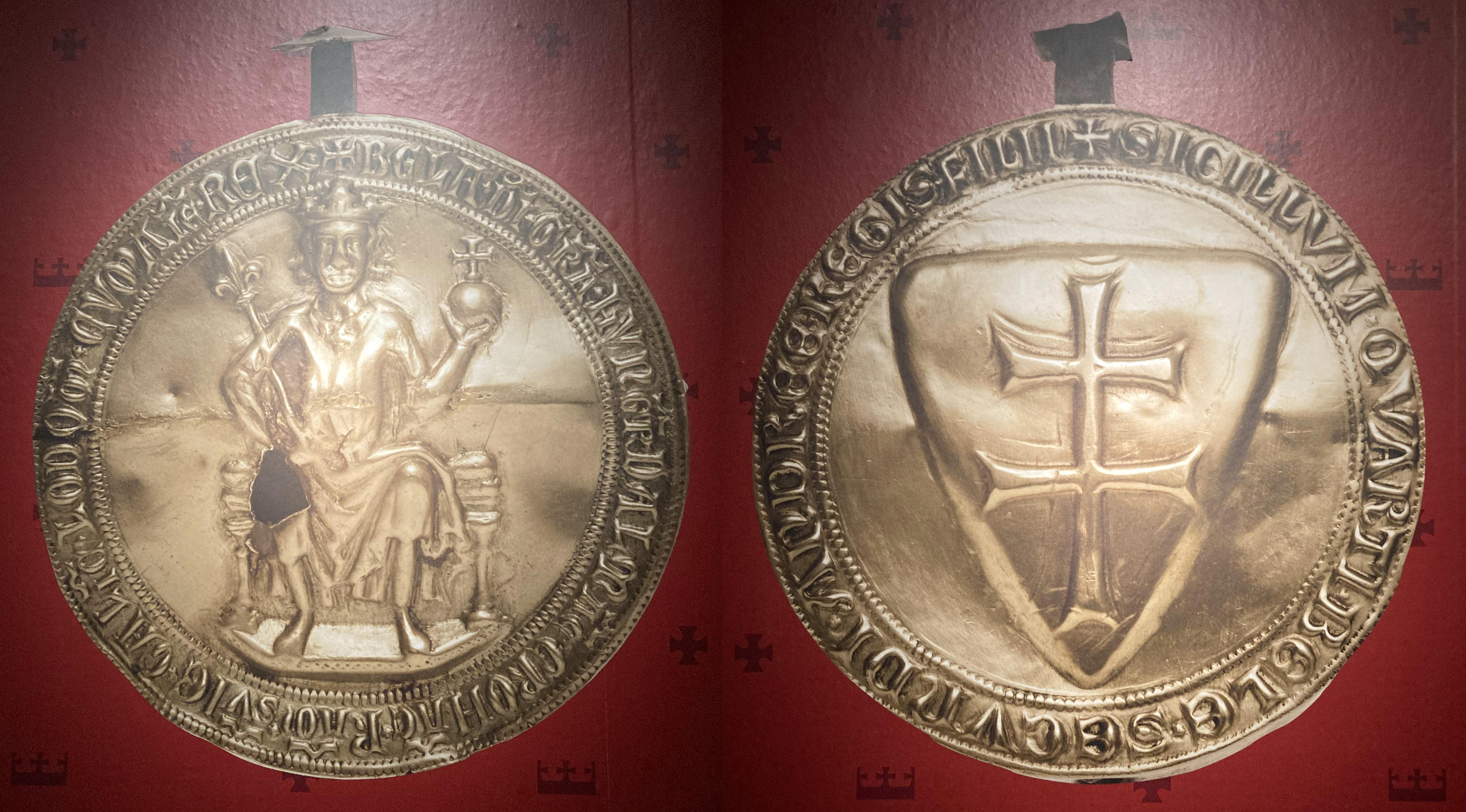
Das Siegel von Béla IV. von Ungarn aus seiner Goldenen Bulle

Auf den Münzen und Siegeln von König Béla IV. von Ungarn (1235–1270) erscheint das Doppelkreuzschild erneut.

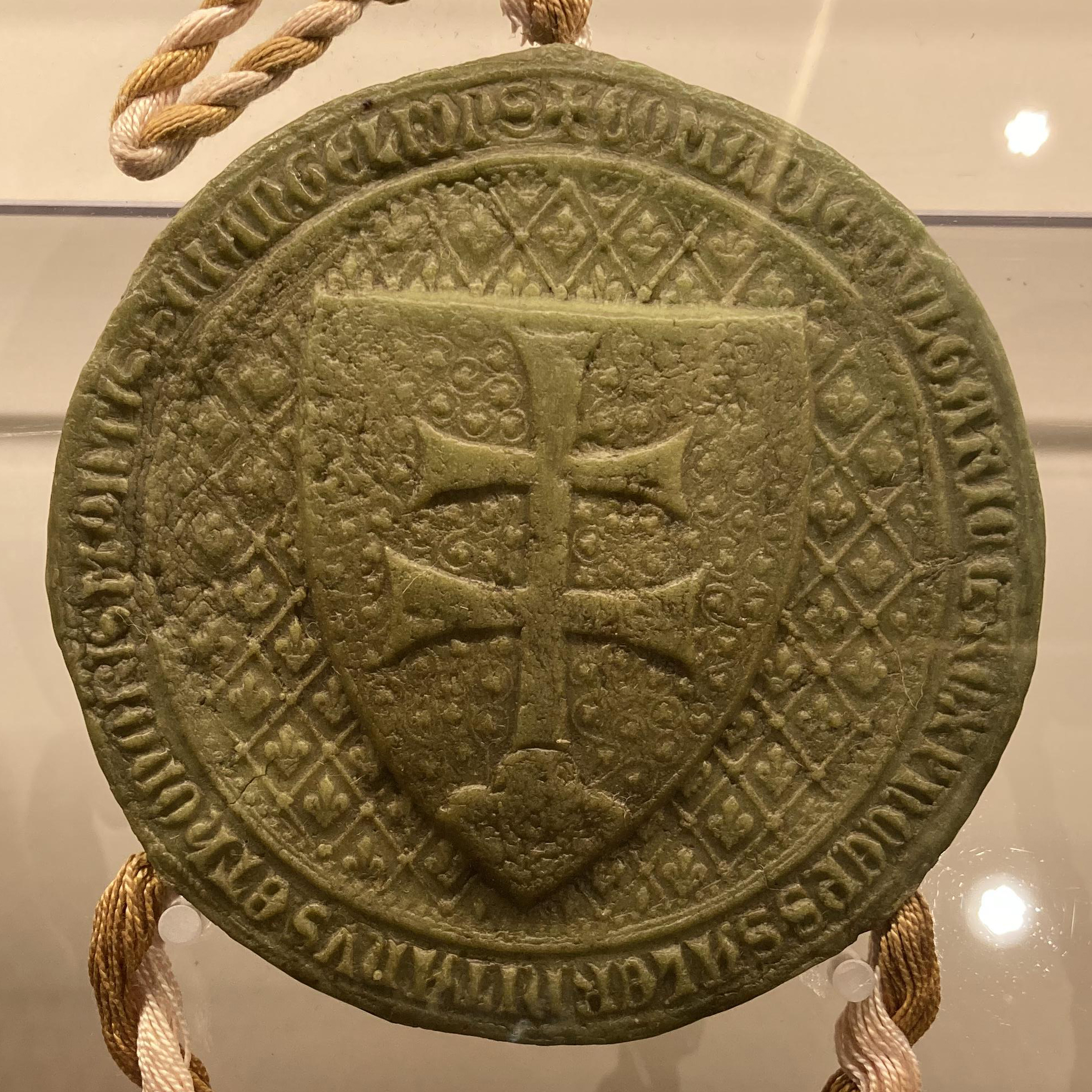
Rückseite des zweiten Doppelsiegels (1366–1382) von König Ludwig I. von Ungarn (1342–1382). Der moderne Entwurf des Wappens der Slowakei von Ladislav Čisárik basierte auf diesem mittelalterlichen ungarischen Siegel.

Nach dem Aussterben des männlichen Zweigs der Árpáden-Dynastie im Jahr 1301 kombinierten die ungarischen Anjou-Könige (König Karl I. von Ungarn (1308–1342), König Ludwig I. von Ungarn (1342–1382)) den gestreiften Schild der Árpáden-Dynastie mit ihrem eigenen Lilienwappen. Durch die Verwendung des gestreiften Schildes wiesen die Anjous auf ihre Verbindung zur Árpáden-Dynastie über eine weibliche Linie hin. Auf der Rückseite ihres Siegels gravierten sie das Doppelkreuz, das das Königreich Ungarn symbolisierte.

### Dreiberg
Der Dreiberg symbolisiert die drei Berge des nördlichen Königreichs Ungarn, nämlich Tatra, Fatra und Mátra. Diese Deutung ist nachweislich die älteste und häufigste. Sie stammt wohl aus dem 15. Jahrhundert, kann aber erst für das 16. Jahrhundert nachgewiesen werden.
Die drei Berge unterhalb des Doppelkreuzes wurden zum ersten Mal vom König Ladislaus V. von Ungarn (1301–1305) aus dem Geschlecht der Přemysliden verwendet. Sie symbolisieren die drei Berge der Slowakei.

## Geschichte

Slowakisches Wappen im Logo der Tschechoslowakischen Legion (1918)

### Slowakische Nationalbewegung seit 1848
Spätestens seit dem 16. Jahrhundert betrachteten die Slowaken das Doppelkreuz mit dem Dreiberg auch als Symbol ihrer Nation.

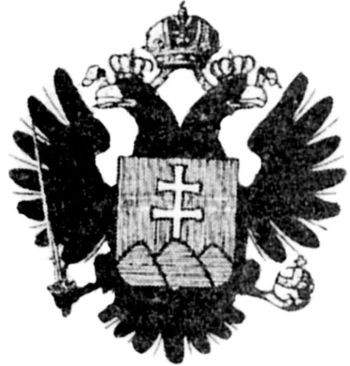
Nicht realisierter Vorschlag für das Wappen des geplanten „Oberungarischen slowakischen Umlands“ (1861)

Zum offiziellen Nationalsymbol der Slowaken wurde das Doppelkreuz mit dem Dreiberg während der ungarischen Revolution von 1848/49, als slowakische Freiwilligenverbände auf seiten der österreichischen Monarchie gegen Ungarn kämpften. Slowakische Nationalisten gründeten in Wien den ersten Slowakischen Nationalrat, der das Doppelkreuz mit dem Dreiberg für sein Siegel nutzte. Dabei wurden auch die slowakischen Nationalfarben im panslawischen Sinne als weiß-blau-rot definiert, und das „ungarische“ Grün des Dreibergs durch das „slawische“ Blau ersetzt. Im Jahr 1861 legte die slowakische Nationalbewegung dem österreichischen Kaiser Franz Joseph I. in Wien ihre Forderungen nach Selbstverwaltung im Rahmen des ungarischen Königreiches vor. Dem Antrag zur Bildung eines neuen Herzogtums, des „Oberungarischen slowakischen Umlands“ (Hornouhorské slovenské Okolie), wurde auch ein Vorschlag für ein Wappen des geplanten Gebildes beigelegt. Das weiße Doppelkreuz mit blauem Dreiberg wurde dabei um einen kaiserlichen Adler ergänzt.
Ab 1863 erhob die führenden Kulturorganisation der Slowaken, die Matica slovenská, das Doppelkreuz mit Dreiberg zu ihrem Symbol. Im Zuge des österreichisch-ungarischen Ausgleich von 1867, dem eine massive Magyarisierungspolitik der ungarischen Regierung folgte, wurde die slowakische Symbolik jedoch im Königreich Ungarn verboten.

### Tschechoslowakische Republik (1918–1938)
1918 (offiziell 1920) wurde das slowakische Staatswappen Bestandteil des Staatswappens der Tschechoslowakei.

### Autonomes Land Slowakei und Slowakischer Staat (1938–1945)

Wappen des Slowakischen Staates (1939–1945)

Unmittelbar nach der Verkündung der slowakischen Autonomie am 19. November 1938 wurde das im tschechoslowakischen Staatswappen dargestellte Wappen der Slowakei auch separat verwendet, was im Widerspruch zu den 1920 beschlossenen Gesetzen stand. Am 5. Dezember 1938 erhob schließlich das slowakische Innenministerium den im kleinen tschecho-slowakischen Staatswappen abgebildeten slowakischen Schild zum Landeswappen der autonomen Slowakei.
Nach der Ausrufung des unabhängigen Slowakischen Staates 1939 wurde innerhalb des Ludaken-Regimes intensiv über ein neues Staatswappen diskutiert. Die eingebrachten Vorschläge orientierten sich stilistisch überwiegend an der Form von 1920, teilweise gab es jedoch auch Bestrebungen, das traditionelle slowakische Doppelkreuz „in Gleichklang“ mit dem neuen Parteisymbol der Ludaken bzw. dem Symbol der paramilitärischen Hlinka-Garde zu bringen: einem roten gleichschenkligen Doppelkreuz mit gleich langen Querbalken. Schließlich setzte sich eine am bisherigen Wappen orientierte Form durch, die jedoch in jeder Hinsicht gegen die heraldische Tradition verändert wurde: Das nun silberne Doppelkreuz erhielt an seinen Endungen Ausbuchtungen, die sich stilistisch am Abzeichen der faschistischen Rodobrana (einer elitären Teilorganisation der Hlinka-Garde) orientierten. Die ursprünglich runden blauen Hügel wurden abgespitzt, und der Wappenschild in ungewöhnlicher Weise verlängert. Die Blasonierung des angenommenen Staatswappens lautete: „In rotem Schild ein silbernes konvexes Doppelkreuz, das aus einem blauen gebogenen Dreiberg aufsteigt. Das Schild eines Docks gebogen und ausgestreckt.“
Während des Slowakischen Nationalaufstands von 1944 erklärte die Aufstandsregierung auf dem befreiten Gebiet die erneuerte Tschechoslowakische Republik, zu deren Symbolik sich die Aufständischen bekannten. Neben den tschechoslowakischen Staatssymbolen wurde im Aufstandsgebiet jedoch auch weiterhin separat das slowakische Wappen bzw. die slowakische Flagge benutzt.

### Verbot und neue Symbolik in der ČSSR (1960–1990)
Nach der Machtübernahme der Kommunistischen Partei der Tschechoslowakei im Februar 1948 wurde die slowakische Symbolik zunehmend unerwünscht. Mit der Verfassungsänderung von 1960, mit welcher sich die Tschechoslowakei in Tschechoslowakische Sozialistischen Republik (ČSSR) umbenannte, wurde das slowakische Doppelkreuz auf blauem Dreiberg als „Symbol des faschistischen Slowakischen Staates“ verboten.

### Slowakische Republik seit 1990

Wappen der Slowakei im Wappen der ČSFR (1990–1992)

Beim Wappen der Slowakischen Republik nahm das slowakische Parlament am 1. März 1990 eine Form an, die sich an den ältesten heraldischen Darstellungen des Doppelkreuzes aus dem 14. Jahrhundert orientierte. Am 20. April 1990 folgte durch das tschechoslowakische Parlament in Prag die Verabschiedung des neuen Staatswappens der Tschechoslowakei, welches viergeteilt war: im ersten und vierten Feld wurde der böhmische (tschechische) Löwe abgebildet, im zweiten und dritten Feld das einem Dreiberg stehende slowakische Doppelkreuz. Nach der Teilung der tschechoslowakischen Föderation wurde das slowakische Wappen am 1. Januar 1993 zum Staatswappen der unabhängigen Slowakischen Republik. Das Staatswappen wurde außerdem auch in die Staatsflagge der unabhängigen Slowakei integriert. Das Wappen ist außerdem als Bildmotiv auf den slowakischen 1- und 2-Euro-Münzen zu sehen.

Slowakische Euromünze

## Bestandteil anderer Symbole
Zum Patriarchenkreuz siehe oben.
Das Doppelkreuz aus dem heutigen slowakischen Staatswappen wurde im 13. Jahrhundert vom König Béla III. nachträglich zum Symbol des Heiligen Ladislaus (König Ladislaus I.) gemacht, und im 14. Jahrhundert wurde es Bestandteil des Wappens des Geschlechts der Jagiellonen, da der König Władysław II. Jagiełło bei seiner Taufe 1386 das (angebliche) Wappen des Heiligen Ladislaus annahm. Über die Jagiellonen gelangte es auch in das Wappen Litauens.